# سید محمدکاظم قزوینی
سید محمدکاظم قزوینی معروف به علامه قزوینی (۱۲ شوال ۱۳۴۸ کربلا - ۱۵ جمادی‌الثانی ۱۴۱۵ قم) مؤلف دانشنامه امام صادق «موسوعة الإمام الصادق علیه السلام». او اصالتاً اهل قزوین است.

## سال‌های آغازین زندگی
در ۱۲ شوال سال ۱۳۴۸ هجری قمری در کربلا به دنیا آمد. در ده سالگی مادرش را از دست داد. در ۱۲ سالگی پدرش درگذشت. وی پس از سپری کردن دوران تحصیل در حوزه علمیه کربلا، به تدریس مشغول شد.

## موسسه رابطه النشر الاسلامی
وی در سال ۱۳۸۰ هجری قمری مؤسسه «رابطه النشر الاسلامی» را در کربلا بنا نهاد. این مؤسسه فعالیت‌هایی نظیر ارتباط با کشورهای اسلامی، مکاتبه و گفتگو با شخصیت‌های سیاسی - مذهبی دنیای اسلام و ارسال کتب و نشریات اسلامی به صورت رایگان برای افراد و مراکز فرهنگی و تبلیغی صورت می‌گرفت.

## مهاجرت به لبنان و ایران
با روی کار آمدن رژیم بعث در عراق، وی بارها بازداشت و شکنجه شد. رژیم بعث همچنین از ادامه فعالیت مؤسسه رابطه النشر الاسلامی جلوگیری و ساختمان مؤسسه را مصادره کرد. در چنین شرایطی دو شعبه از مؤسسه در بیروت و کویت راه اندازی شد.
سید محمدکاظم قزوینی از سوی رژیم بعث به اعدام محکوم شد. در چنین شرایطی وی زندگی مخفیانه را در پیش گرفت و مدتی بعد از عراق خارج شد. وی پس از آن به کویت رفت و سپس راهی لبنان و ایران شد و در قم ساکن شد.

## دانشنامه جعفری
وی در ربیع الثانی سال ۱۴۱۰ هجری قمری مؤسسه نشر علوم امام صادق علیه السلام در قم را تأسیس کرد. در این مؤسسه همکاری ایشان و گروهی از متخصصان منجر به تدوین «موسوعة الامام الصادق» شد. این اثر در سی جلد عرضه شده‌است. در این اثر سبک زندگی و سخن جعفر صادق را بررسی شده‌است.

## تاسیس الجمعیة الاسلامیة الجعفریة
وی در سال ۱۳۹۸ هجری قمری به استرالیا رفت و در شهر سیدنی مسجد، مدرسه و غسالخانه تأسیس نمود. همچنین در شهر کانبرا تشکیلاتی تحت عنوان «الجمعیة الاسلامیة الجعفریة» بنیان نهاد.

## استادان
- سید محمدهادی میلانی.
- سید مهدی شیرازی.
- محمد الخطیب.
- جعفر رشتی.[۲]

## شاگردان
- مرتضی شاهرودی
- سیدعبدالحسین قزوینی
- ضیاء زبیدی
- عبدالحمید مهاجر
- محمد مجاهد

## آثار
- دانشنامه امام صادق.
- الإمام علی من المهد إلی اللحد.
- فاطمة الزهراء من المهد إلی اللحد. این کتاب با عنوان «فاطمه زهراء از ولادت تا شهادت» توسط دکتر حسین فریدونی به زبان فارسی ترجمه شده‌است.[۱۰]
- الإمام الحسین من المهد إلی اللحد.
- زینب الکبری من المهد إلی اللحد. این کتاب با عنوان «زینب کبری از ولادت تا شهادت» توسط کاظم حاتمی طبری به زبان فارسی ترجمه شده‌است
- الإمام الصادق من المهد إلی اللحد.
- الإمام الجواد من المهد إلی اللحد.
- الإمام الهادی من المهد إلی اللحد.
- الإمام العسکری من المهد إلی اللحد.
- الإمام المهدی من المهد إلی الظهور. این کتاب با عنوان «امام مهدی از ولادت تا ظهور» توسط دکتر حسین فریدونی به زبان فارسی ترجمه شده‌است؛ همچنین لطیف راشدی و سعید راشدی نیز این کتاب را با عنوان «امام مهدی (ع) از تولد تا بعد از ظهور» به فارسی ترجمه کرده‌اند.
- الإسلام والتعالیم التربویة.
- شرح نهج البلاغة.
- فاجعة الطف.[۲]

## درگذشت
وی در ۱۵ جمادی الثانی سال ۱۴۱۵ هجری قمری (۱۳۷۳ شمسی) در قم درگذشت. وی وصیت کرده بود که در زادگاهش کربلا دفن شود اما با توجه به اینکه در آن زمان رژیم بعث سابق عراق حکومت می‌کرد و انتقال جسد به عراق غیرممکن بود، پیکر وی به صورت امانت در حسینیه ای در شهر قم به خاک سپرده شد.
۱۷ سال بعد در تاریخ ۸ جمادی الثانی ۱۴۳۲ هجری قمری(۲۲ اردیبهشت ۱۳۹۰) پیکر وی پس از شکافتن قبر خارج شد و در کمال تعجب پس از سالها که از فوت این عالم وارسته میگذشت بدن ایشان سالم بدون کوچکترین اثری از تجزیه مشاهده شد مجددا ایشان را کفن کردند و پس از بدرقه پیکر در کربلا تشییع و در حرم حسین بن علی دفن شد.